# HR-Fernsehen
hr-fernsehen est une chaîne de télévision généraliste régionale allemande éditée par la Hessischer Rundfunk, organisme de droit public. Elle cible les populations de Hesse et son siège social est à Francfort-sur-le-Main.
Cette chaîne de format généraliste est un des neuf « Dritten Fernsehprogramme » (troisième programme de télévision) émettant dans les différents länder. De fait, en Allemagne, on désigne sous cet intitulé les chaînes de télévision régionales publiques, qui occupent systématiquement la troisième position dans leur land respectif.

## Histoire de la chaîne
hr-fernsehen voit le jour le 5 octobre 1964 sous le nom de Hessisches Fernsehprogramm. Cette chaîne de format généraliste change à plusieurs reprises d'identité visuelle et de nom, devenant de 1983 à 1997 Hessen 3, puis de 1997 à 2004 Hessen Fernsehen. Elle prend finalement son nom actuel le 3 octobre 2004.

### Identité visuelle (logo)

Logo de hr-fernsehen depuis le 1er avril 2015
Logo de hr-fernsehen du 3 octobre 2004 au 1er avril 2015
Logo de hr-fernsehen HD du 5 décembre 2013 au 1er avril 2015

## Organisation
Comme chacune de ces chaînes de télévision, hr-fernsehen est associée au sein d'un organisme commun, ARD (Communauté de travail des établissements de radiodiffusion de droit public de la République Fédérale d’Allemagne), et une partie de ses programmes sert à alimenter la première chaîne de télévision allemande, Das Erste.

## Programmes
La grille des programmes est alimentée à la fois par des productions de Hessischer Rundfunk et des productions des autres chaînes régionales publiques coopérant au sein de ARD. Les émissions strictement régionales occupent une part non négligeable du temps d'antenne, que ce soit sous la forme de journaux télévisés (hessenschau), de reportages (hessenjournal), de débats, de jeux télévisés (HessenQuiz) ou de programmes sportifs. hr-fernsehen diffuse également des séries, des dessins animés, des documentaires, des programmes éducatifs et du sport. Comme chaque chaîne de télévision membre de ARD, hr-fernsehen reprend chaque soir en direct à 20 heures le journal télévisé de la première chaîne, Das Erste.

## Diffusion
hr-fernsehen est diffusée sur le réseau hertzien en Hesse, mais également en clair par satellite ainsi que sur les différents réseaux câblés. La chaîne peut ainsi être reçue librement dans l'ensemble du pays, mais aussi dans une grande partie de l'Europe, via le système de satellites Astra.